# Yohanes Chiappinelli
Yohanes Chiappinelli dit Yoghi Chiappinelli (né le 18 août 1997 à Addis Abeba en Éthiopie) est un athlète italien, spécialiste du steeple.

## Carrière
Adopté par une famille italienne, des professeurs de mathématiques de l'université de Sienne, alors qu'il avait 7 ans, il habite depuis en Italie. Il remporte le titre par équipes juniors lors des Championnats d'Europe de cross-country 2014, en terminant 5e en individuel. Seulement 33e lors des Championnats du monde de cross-country 2015, il remporte ensuite le titre du 3 000 m steeple lors des Championnats d'Europe juniors d'athlétisme 2015 à Eskilstuna. Lors des Championnats du monde juniors d'athlétisme 2016, il termine 5e et premier des Européens, en battant le record national juniors qui était celui de Francesco Panetta.
Le 8 juin 2017, lors du Golden Gala, il porte son record personnel à 8 min 27 s 34, puis il remporte aisément le titre devant son compatriote Ahmed Abdelwahed lors des Championnats d'Europe espoirs 2017.
À Tarragone, il ne peut résister au rythme imposé par le vainqueur, le Marocain vice-champion du monde, Soufiane el-Bakkali, mais parvient à conserver la médaille de bronze lors des Jeux méditerranéens de 2018.
Il remporte la médaille de bronze des championnats d'Europe 2018 à Berlin, derrière Mahiedine Mekhissi-Benabbad et Fernando Carro.

## Palmarès
| Date | Compétition                    | Lieu       | Résultat | Épreuve     | Temps         |
| ---- | ------------------------------ | ---------- | -------- | ----------- | ------------- |
| 2013 | Championnats du monde cadets   | Donetsk    | 10e      | 3 000 m     | 8 min 27 s 76 |
| 2014 | Championnats du monde juniors  | Eugene     | 6e       | 3 000 m st. | 8 min 43 s 18 |
| 2015 | Championnats d'Europe juniors  | Eskilstuna | 1er      | 3 000 m st. | 8 min 47 s 58 |
| 2016 | Championnats du monde juniors  | Bydgoszcz  | 5e       | 3 000 m st. | 8 min 32 s 66 |
| 2016 | Championnats d'Europe de cross | Chia       | 2e       | Ind. junior | 17 min 14 s   |
| 2017 | Championnats d'Europe espoirs  | Bydgoszcz  | 1er      | 3 000 m st. | 8 min 34 s 33 |
| 2018 | Jeux méditerranéens            | Tarragone  | 3e       | 3 000 m st. | 8 min 32 s 06 |
| 2018 | Championnats d'Europe          | Berlin     | 3e       | 3 000 m st. | 8 min 35 s 81 |
| 2019 | Championnats d'Europe de cross | Lisbonne   | 5e       | Ind. espoir | 24 min 51 s   |
| 2022 | Championnats d'Europe de cross | Turin      | 8e       | senior      | 30 min 03 s   |

## Records
| Épreuve         | Temps         | Lieu | Date        |
| --------------- | ------------- | ---- | ----------- |
| 3 000 m steeple | 8 min 24 s 26 | Rome | 6 juin 2019 |